# 28174 Harue
28174 Harue este un asteroid din centura principală de asteroizi.

## Descriere
28174 Harue este un asteroid din centura principală de asteroizi. A fost descoperit pe 12 noiembrie 1998 la Chichibu de Naoto Satō. Asteroidul prezintă o orbită caracterizată de o semiaxă mare de 2,69 ua, o excentricitate de 0,18 și o înclinație de 13,5° în raport cu ecliptica.